# Тревор Кадьє
Тревор Джон Кадьє (англ. Trevor John Cadieu) — канадський офіцер, генерал-лейтенант. Російські джерела часто називають його Тревор Кадьер (англ. Trevor Kadier).

## Біографія
Кадьє народився в Саскачевані і виріс у Верноні. В 1995 році вступив у ЗС Канади. В 1997 році був направлений в Боснію, в 2002 і 2006-7 роках — в Афганістан. В 2017 році призначений командиром 3-ї канадської дивізії. Церемонія призначення його командувачем канадської армії у вересні 2021 року була скасована в останній момент через скаргу на сексуальні проступки, пов’язані з «історичними звинуваченнями»: жінка-відставний офіцер заявила, що в 1994 році під час навчання в Королівському військовому коледжі була зґвалтована двома курсантами, одним з яких був Кадьє. 5 квітня 2022 року Кадьє вийшов у відставку і прибув в Україну, щоб взяти участь в обороні від російського вторгнення. В червні 2022 року йому були висунуті офіційні звинувачення в зґвалтуванні за двома пунктами. Діючі офіцери канадської армії виступили на захист Кадьє.